# Iproca pedongensis
Iproca pedongensis är en skalbaggsart som beskrevs av Stefan von Breuning 1968. Iproca pedongensis ingår i släktet Iproca och familjen långhorningar. Inga underarter finns listade i Catalogue of Life.